# Le Deschaux
Le Deschaux település Franciaországban, Jura megyében. Lakosainak száma 1030 fő (2022. január 1.). Le Deschaux Balaiseaux, Gatey, Rahon, Tassenières és Villers-Robert községekkel határos.

## Népesség
A település népességének változása:
| Lakosok száma | 554  | 697  | 757  | 867  | 1027 | 1023 | 1021 | 1012 | 1008 | 1030 |
|               | 1968 | 1982 | 1990 | 2006 | 2013 | 2015 | 2017 | 2019 | 2020 | 2022 |